# 新八代駅
新八代駅（しんやつしろえき）は、熊本県八代市上日置町にある、九州旅客鉄道（JR九州）の駅である。

## 概要
九州新幹線と在来線の鹿児島本線の2路線が乗り入れている。八代市内に新幹線駅を作るにあたって、鹿児島本線千丁駅 - 八代駅間に新たに設置した駅である。
九州新幹線は、部分開業時点では当駅が終点となっており、新幹線ホームでは新幹線「つばめ」と在来線特急「リレーつばめ」の対面接続が行われていたが、2011年3月12日の全線開業に伴い途中駅となったため、対面接続は廃止された。
新幹線は朝・夕方に運行される鹿児島中央駅発着の「つばめ」と「さくら」が毎時1 - 2本停車する。また、「さくら」のうち新大阪駅発着の列車も朝夕を中心に1日に8.5往復停車している。なお、当駅に停車する「さくら」は熊本駅 - 鹿児島中央駅間は各駅停車となる列車のみで、同区間を速達運転する列車は当駅には停車しない。
在来線は全旅客列車が停車する。一部列車は八代駅からJR九州肥薩線や肥薩おれんじ鉄道線に乗り入れる。2019年3月改正まで肥薩おれんじ鉄道線から乗り入れていた快速「スーパーおれんじ」は九州新幹線が当駅起点だった頃から通過しており、この時期は「新幹線列車を含むすべての優等列車が停車するが、非優等列車の一部が通過する」という珍しい駅であった。
宮崎自動車道、九州自動車道及び九州新幹線の開通により、当駅で新幹線と高速バスを乗り継ぐのが福岡・宮崎間の陸上公共交通機関での最速ルートとなったため、その連節点としての機能も持っている。

## 歴史
- 2004年（平成16年）3月13日：九州新幹線の当駅 - 鹿児島中央駅間の開業に伴い、九州旅客鉄道（JR九州）の駅として開業、同線の起点駅となる[2]。同時に鹿児島本線の駅も新設される[2]。特急「九州横断特急」が運転開始[2]。
- 2011年（平成23年）3月12日：九州新幹線の博多駅 - 当駅間が延伸開業（全通）、途中駅となる。
- 2012年（平成24年）12月1日：交通系ICカード「SUGOCA」の、当駅における供用を開始する（在来線のみ）[3]。
- 2016年（平成28年）3月26日：特急「九州横断特急」「くまがわ」廃止[4]。
- 2017年（平成29年）3月4日：特急（D&S列車）「かわせみ やませみ」が運転開始[5]。
- 2018年（平成30年）
  - 3月17日：新幹線ホームの駅員配置を廃止[6]。
  - 3月30日：新八代駅旅行センターが営業終了。
- 2023年（令和5年）10月1日：在来線駅営業形態をJR九州サービスサポートによる業務委託駅から[7]、九州旅客鉄道本体による直営駅へ変更[8]。
- 2025年（令和7年）3月31日：在来線の「出札窓口」を廃止[9]。

## 駅構造
新幹線・在来線ともに同一事業者でありながらそれぞれ別個の駅舎が設置され、近接しているものの両線の乗換改札口は設置されていない。乗り換えの際は一旦改札を出る必要がある。
新幹線駅は直営駅で、みどりの窓口および自動券売機、自動改札機が設置されている。ホームは相対式ホーム2面2線を有する高架駅である。通過線はなく、可動式安全柵が設置されている。
在来線駅は2023年10月1日から直営駅となった。相対式ホーム2面2線を有する地上駅で橋上駅舎を備える。鹿児島方、博多方ともに渡り線があるほか、博多方には肥薩おれんじ鉄道線から乗り入れる車両のための折り返し用の留置線（引き上げ線）がある。また、肥薩線（朝の当駅止まり折り返し回送列車1本）、肥薩おれんじ鉄道線直通の一部の列車（昼1本、夜2本の普通列車出水行きと夜の当駅止まりのおれんじ食堂折り返し回送列車1本）は上り熊本方面ホームから鹿児島方の渡り線を使用してそのまま鹿児島方面に折り返す。
2012年12月1日よりICカード「SUGOCA」の供用を開始しており、ICカード専用簡易改札機を設置している。自動券売機も設置されている。在来線ホームの高さは電車用となっているが、肥薩線からの乗り入れ列車は気動車であるため、通常とは逆にホームよりも列車の乗降口（ステップ）の方が低くなる（肥薩おれんじ鉄道線からの乗り入れ列車も気動車であるが、電車用ホームに合わせているため乗降口にステップがない）。そのため、乗降客に注意を促す看板が構内に設けられている。

### のりば
| のりば | 路線        | 方向 | 行先                         | 備考                        |
| ------ | ----------- | ---- | ---------------------------- | --------------------------- |
| 在来線 |             |      |                              |                             |
| 1      | ■鹿児島本線 | 下り | 八代方面                     | 一部列車は2番のりばから発車 |
| 2      | ■鹿児島本線 | 上り | 熊本方面                     |                             |
| 新幹線 |             |      |                              |                             |
| 11     | 九州新幹線  | 上り | 熊本・博多・広島・新大阪方面 |                             |
| 12     | 九州新幹線  | 下り | 鹿児島中央方面               |                             |

（新八代駅構内図 より）

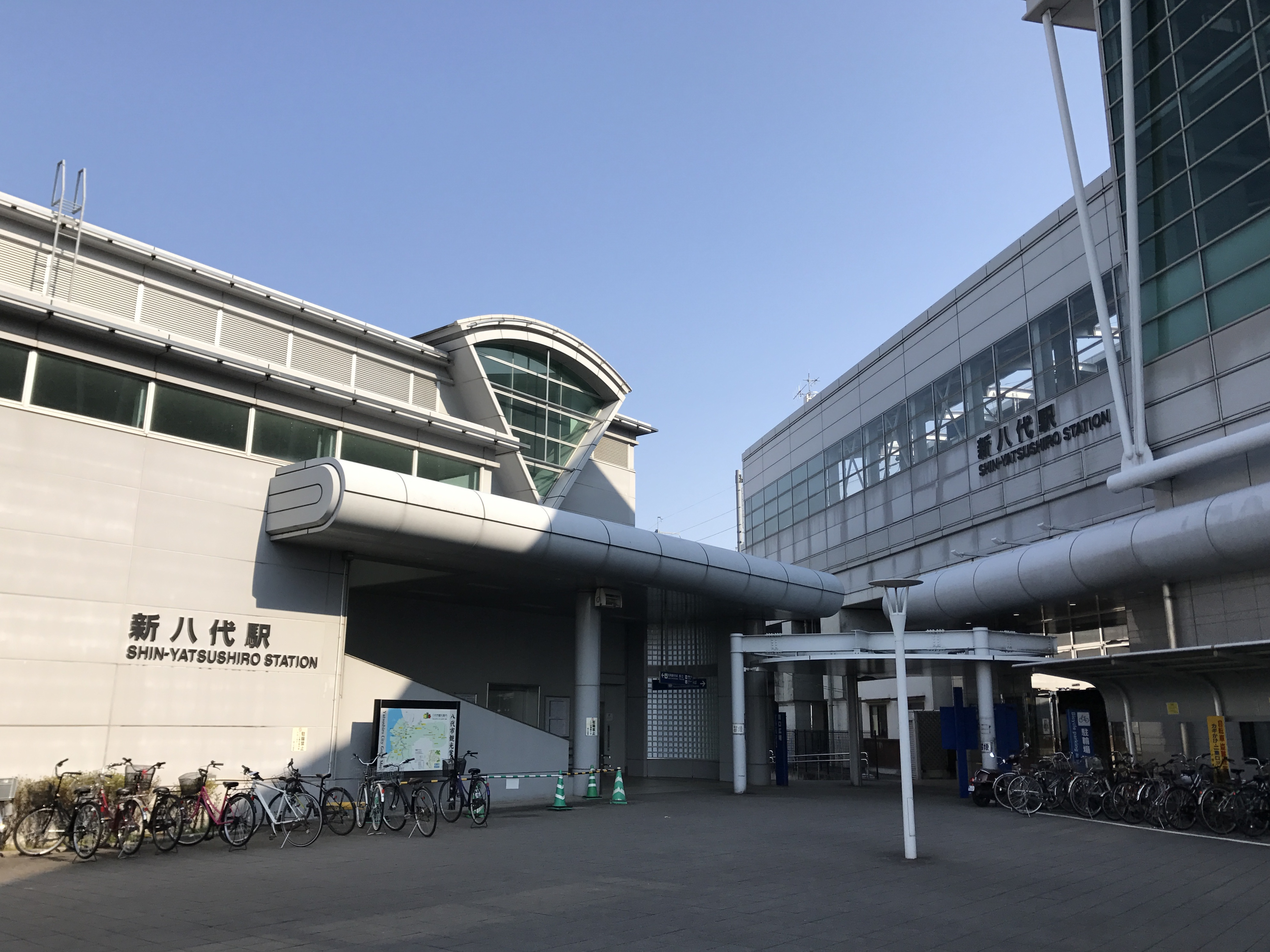
南口（左が在来線）
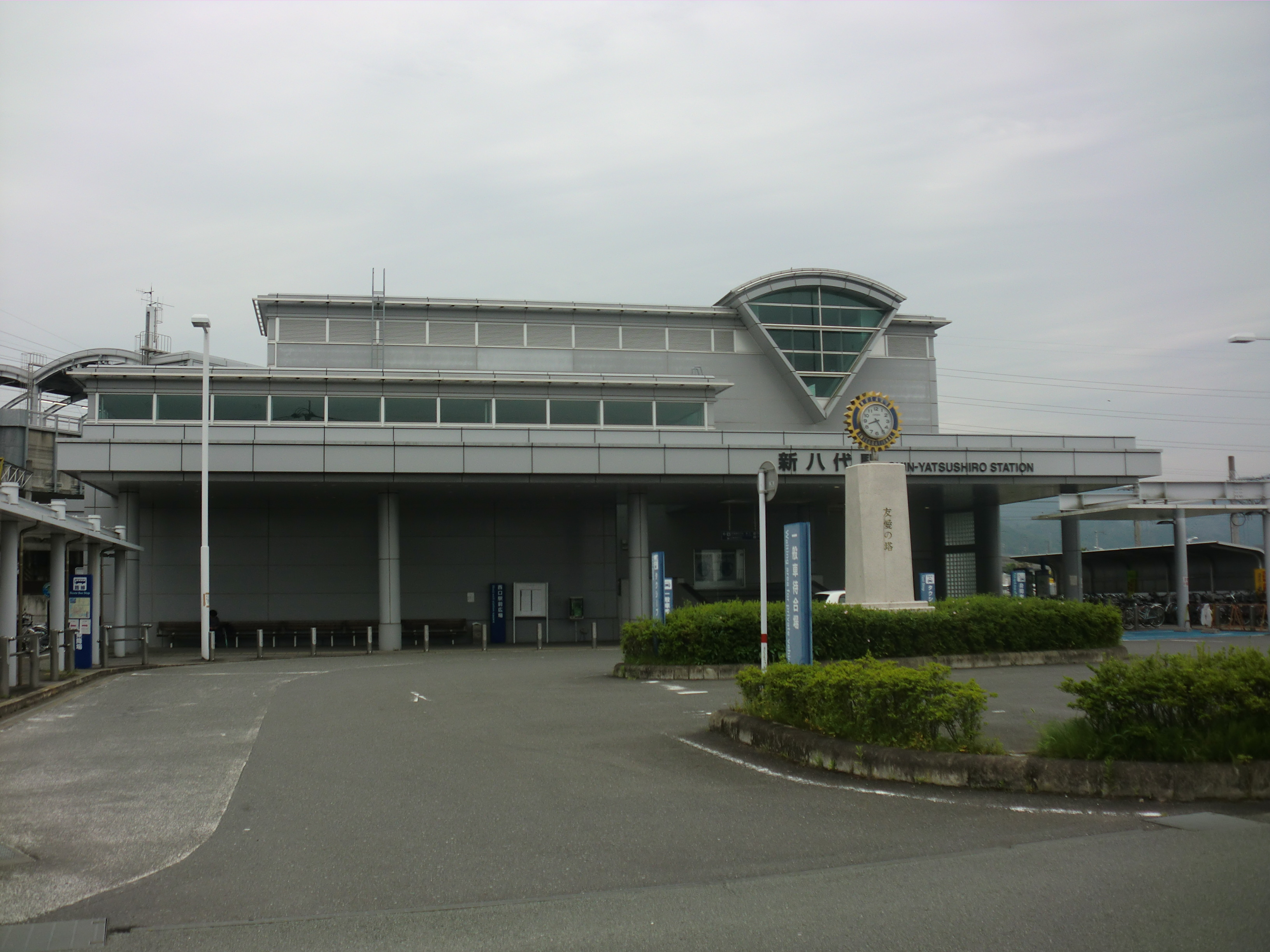
西口（在来線）
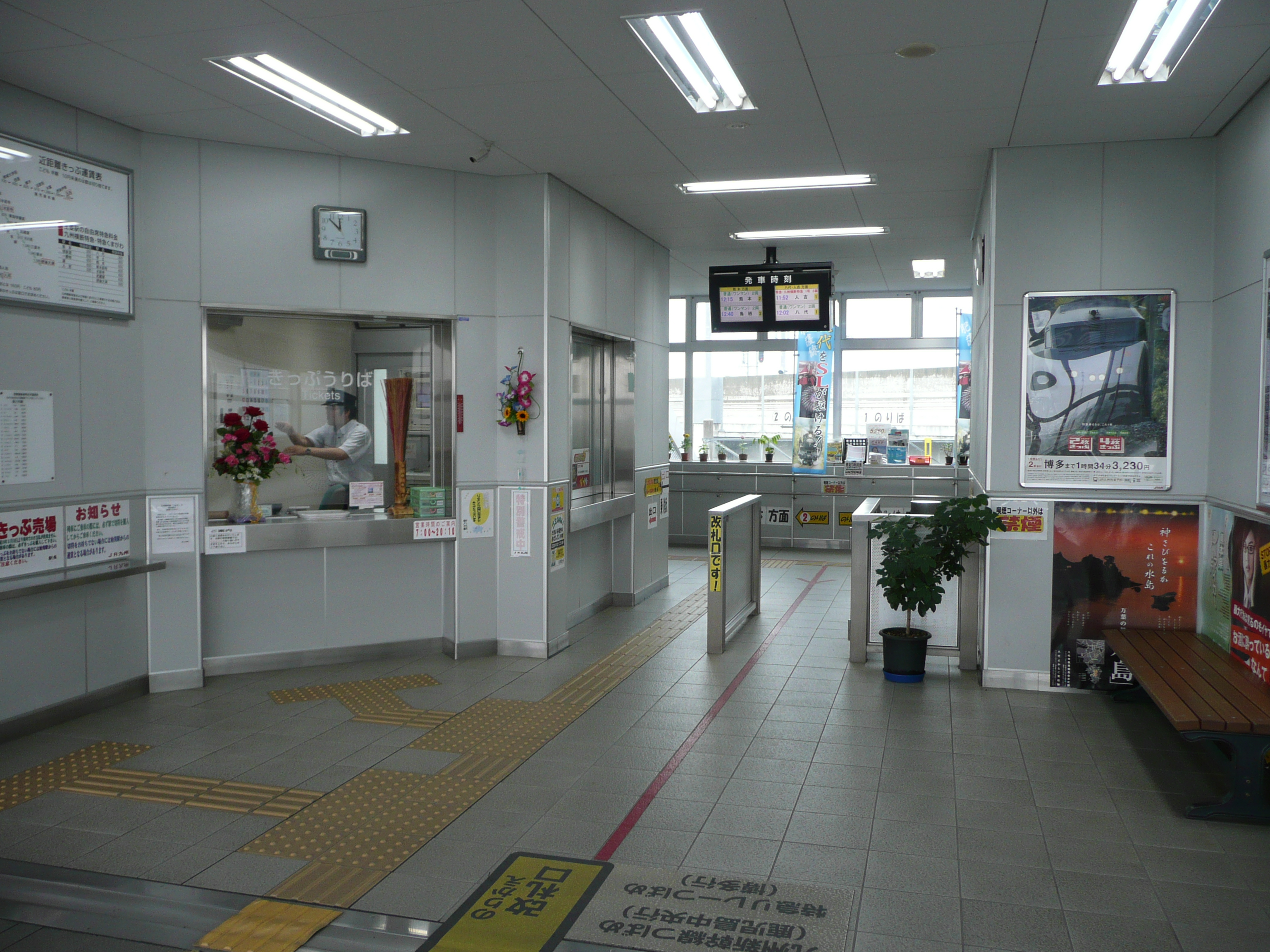
在来線の改札口
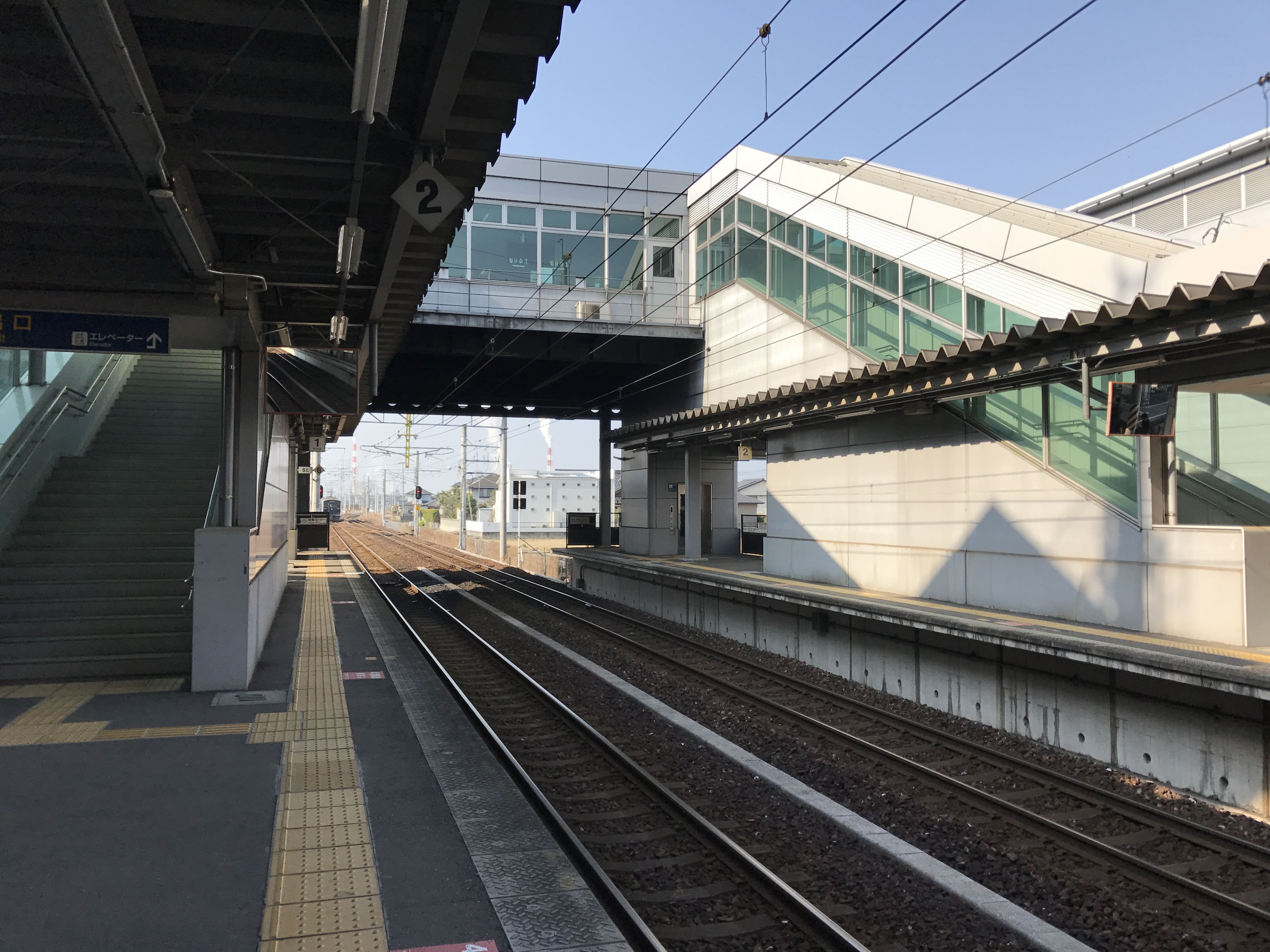
在来線ホーム
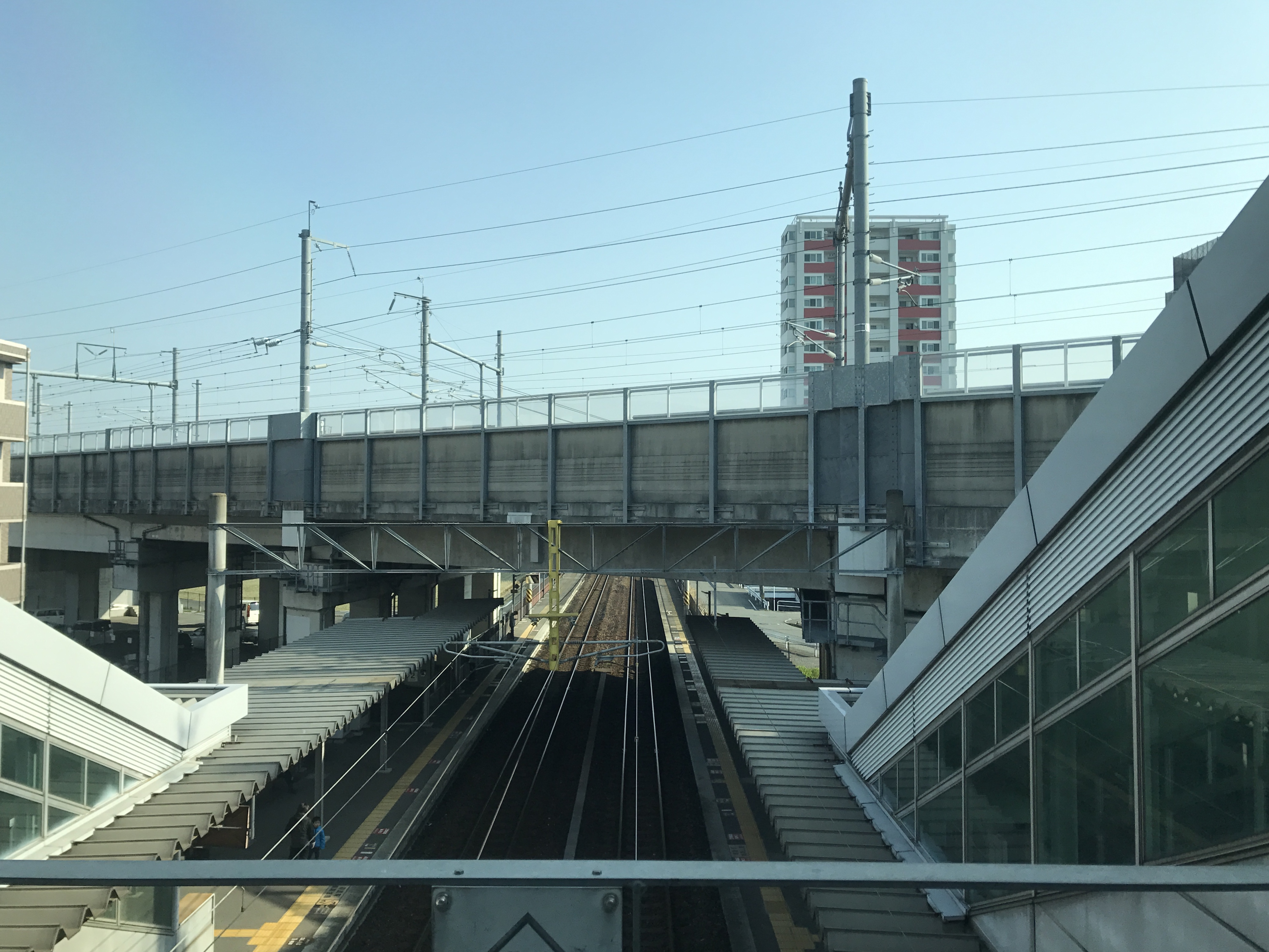
在来線の駅舎内より望む九州新幹線
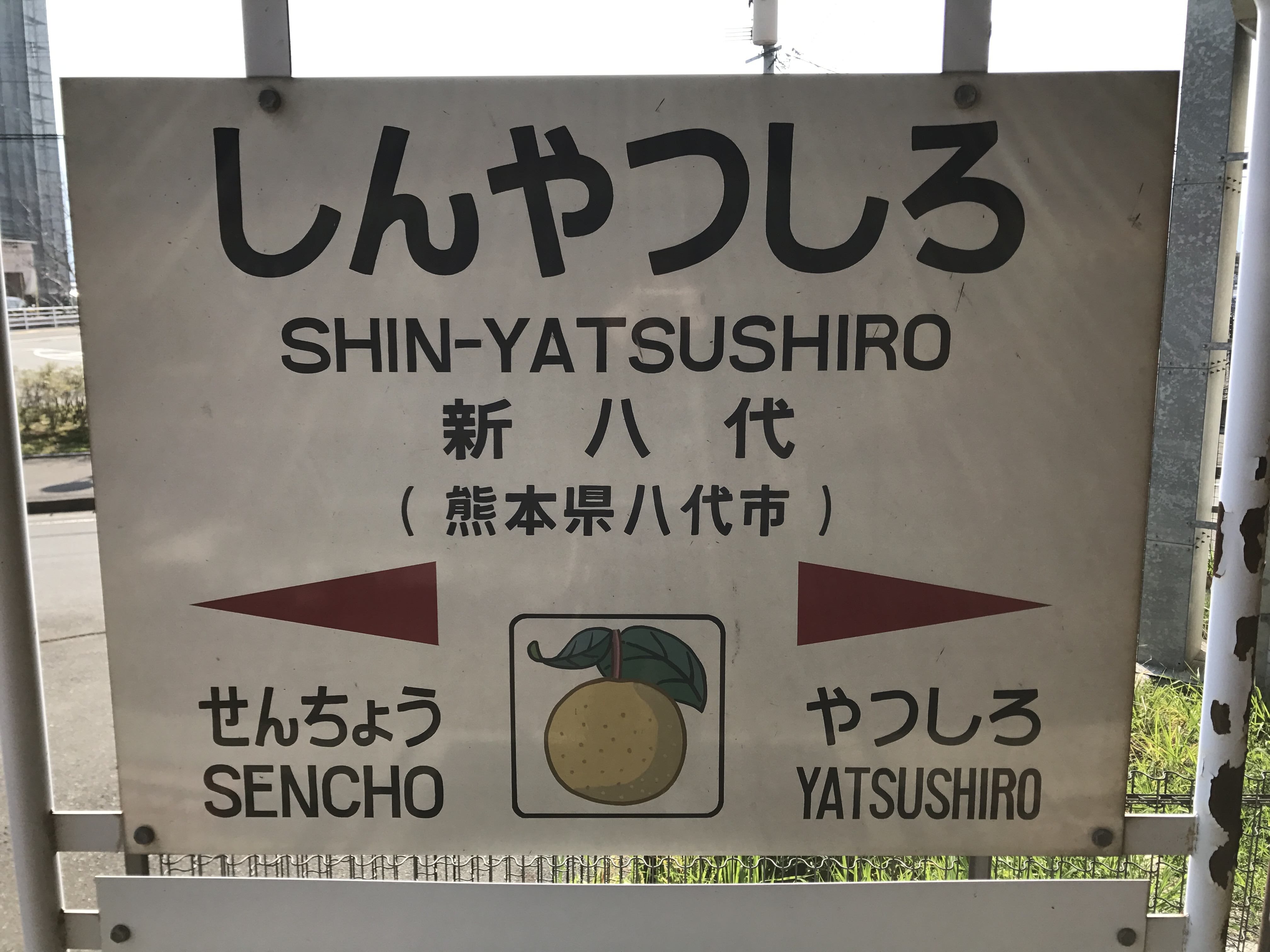
特産の晩白柚が描かれた駅名標

### 九州新幹線全線開業後の設備改修
九州新幹線の部分開業当時、新幹線は当駅の南側で上下線が合流したうえ、すべての列車が12番のりばに入線し、特急「リレーつばめ」は現在、保守線となっている12番のりばの向かい側の乗り場を使用して前述の対面接続を行っていた。この関係で当時は新水俣駅方に上下線を合流・分岐させるためのY字型分岐器が設置されていた。
2011年3月12日の九州新幹線全線開業により、起点駅だった当駅は九州新幹線の途中駅となるため、新たに上り本線として現在の11番のりばの使用を開始し、すべての列車が発着していた当駅にも通過列車が設定されることとなった。
現在の11番のりばは全線開業前まで営業列車は使用しておらず、新水俣駅方では線路も繋がっていなかった。このため、新たに11番のりばへ続く分岐が前述のY字型分岐器に追加される形で設置された。しかし、新幹線と「リレーつばめ」の対面接続は全線開業の前日最終列車まで行われていたため改修工事などは行われず、Y字型分岐器の遺構が残ったまま全線開業を迎えた。これにより、全線開業直後は通過列車においても速度制限が行われ、全線開業前のY字型分岐器を通過する制限速度まで速度を落として当駅を通過していた。
その後、不要となったこれらの分岐は2011年夏までにすべて撤去されたが、通過列車の速度制限はしばらく続いていた。2012年3月17日のダイヤ改正より速度制限が解除され、通過列車の高速通過を開始した。これにより、当駅を通過する列車の所要時間がおよそ2分短縮された。

### 新在連絡設備
12番のりばの博多方右手には、引き上げ線の構造物から分岐する形で鹿児島本線へのアプローチ線が建設されており、12番のりばの反対のホームに入線できる構造になっている。
これはかつて当駅 - 博多駅間が開業していなかった頃、リレーつばめが前述のアプローチ線を介して入線し、当時の「つばめ」と対面方式で接続を取っていた。この当時、アプローチ線から入線できるホームは旧11番のりばとされていた。
構造物そのものは複線規格で建設されているが、上り線部分にはかつて新幹線下り本線から分岐する形で標準軌の線路が、下り線相当部分には鹿児島本線上り線に接続する狭軌の線路が敷設されていた経緯があり、アプローチ線としては単線である。このアプローチ線は旧11番のりばに入った先に引上線2線を持っていた。九州新幹線工事誌によると、この設備は保線用に建設したものを、部分開業時に暫定的に営業用として使用していたもので、博多 - 新八代間が開業した後は予定通り保線専用となっている。従って、このアプローチ線も保線基地から先は新幹線特例法の対象となる。

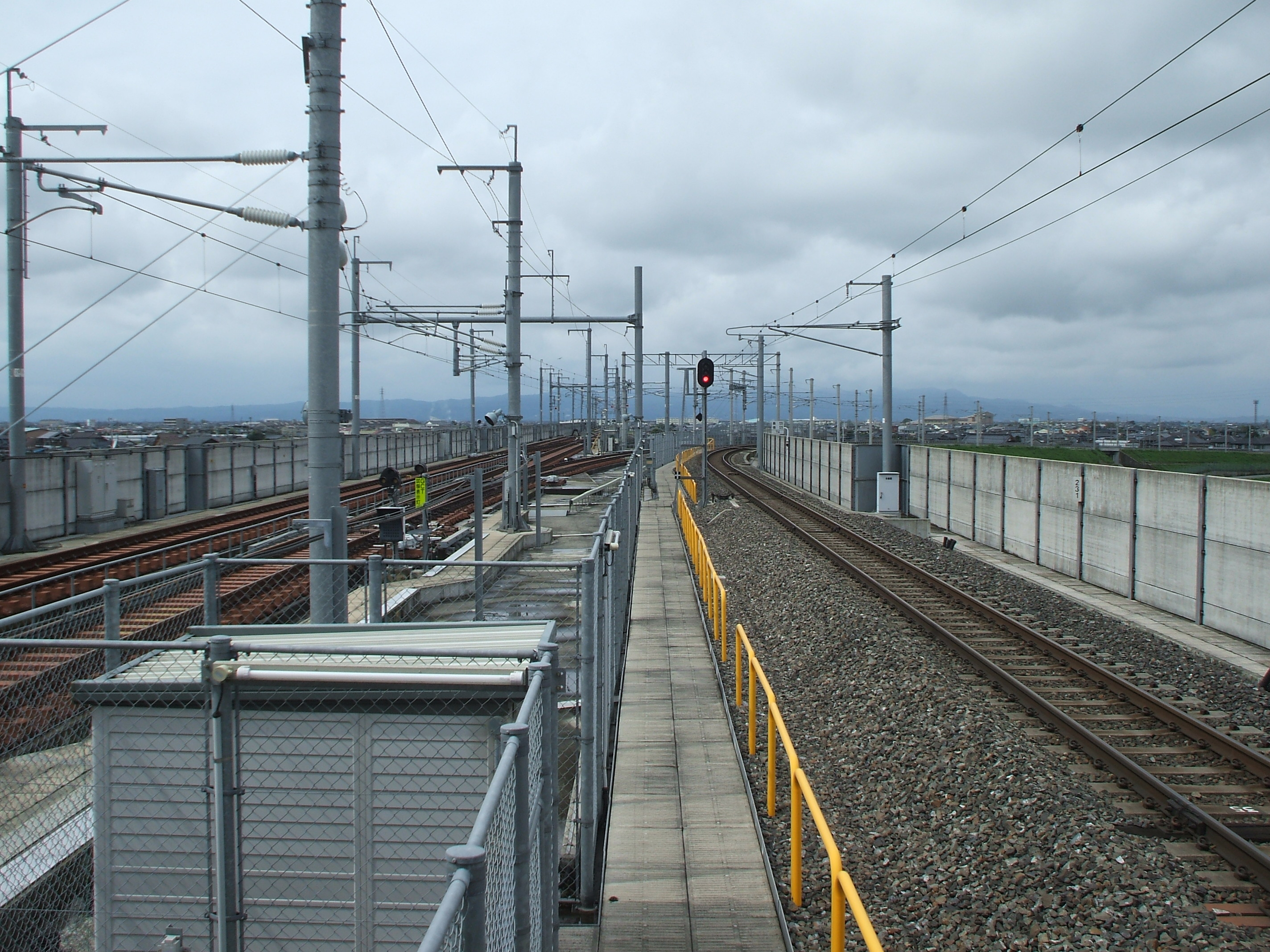
熊本方から見たアプローチ線（2008年）
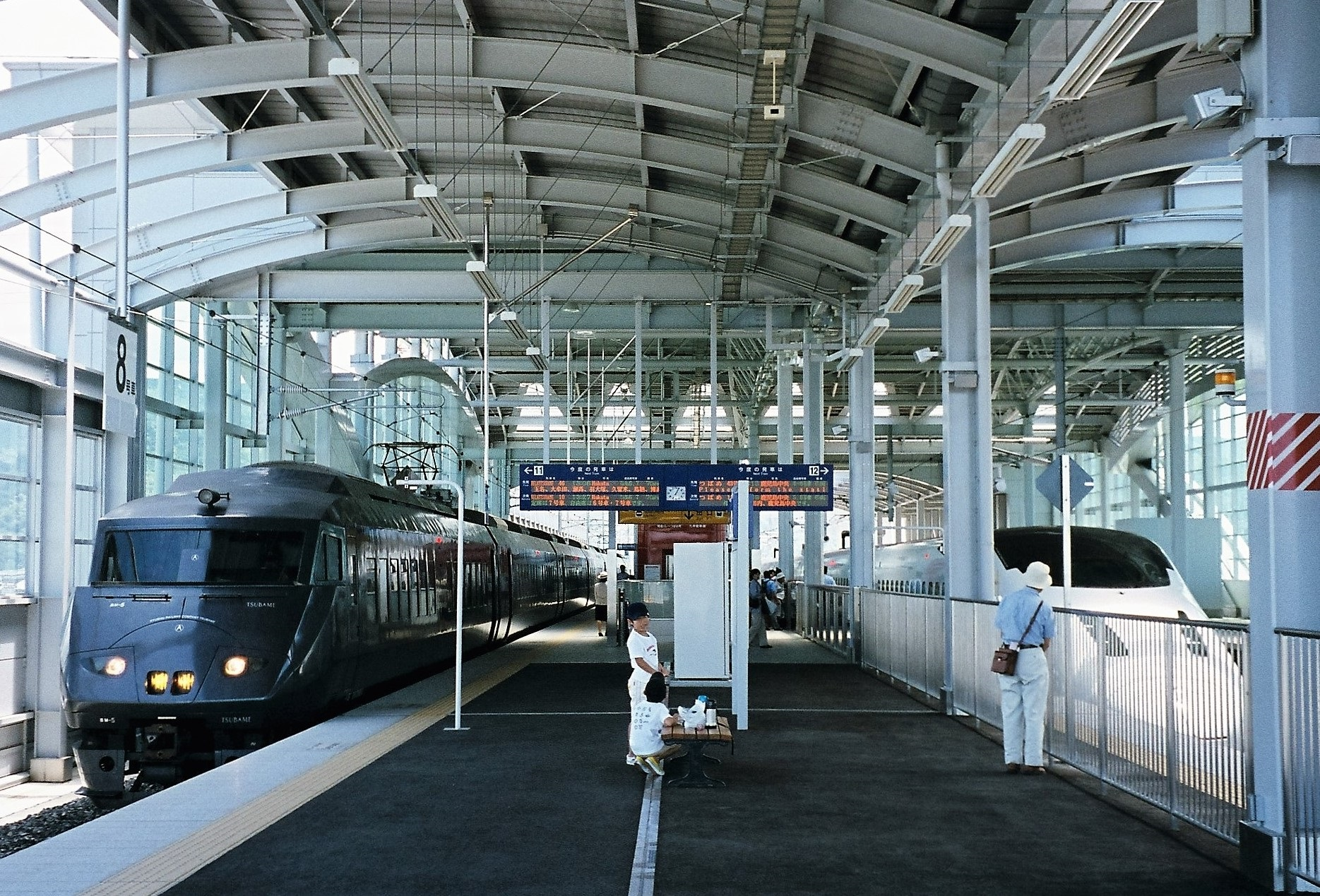
全線開業前の対面接続の様子（2004年）
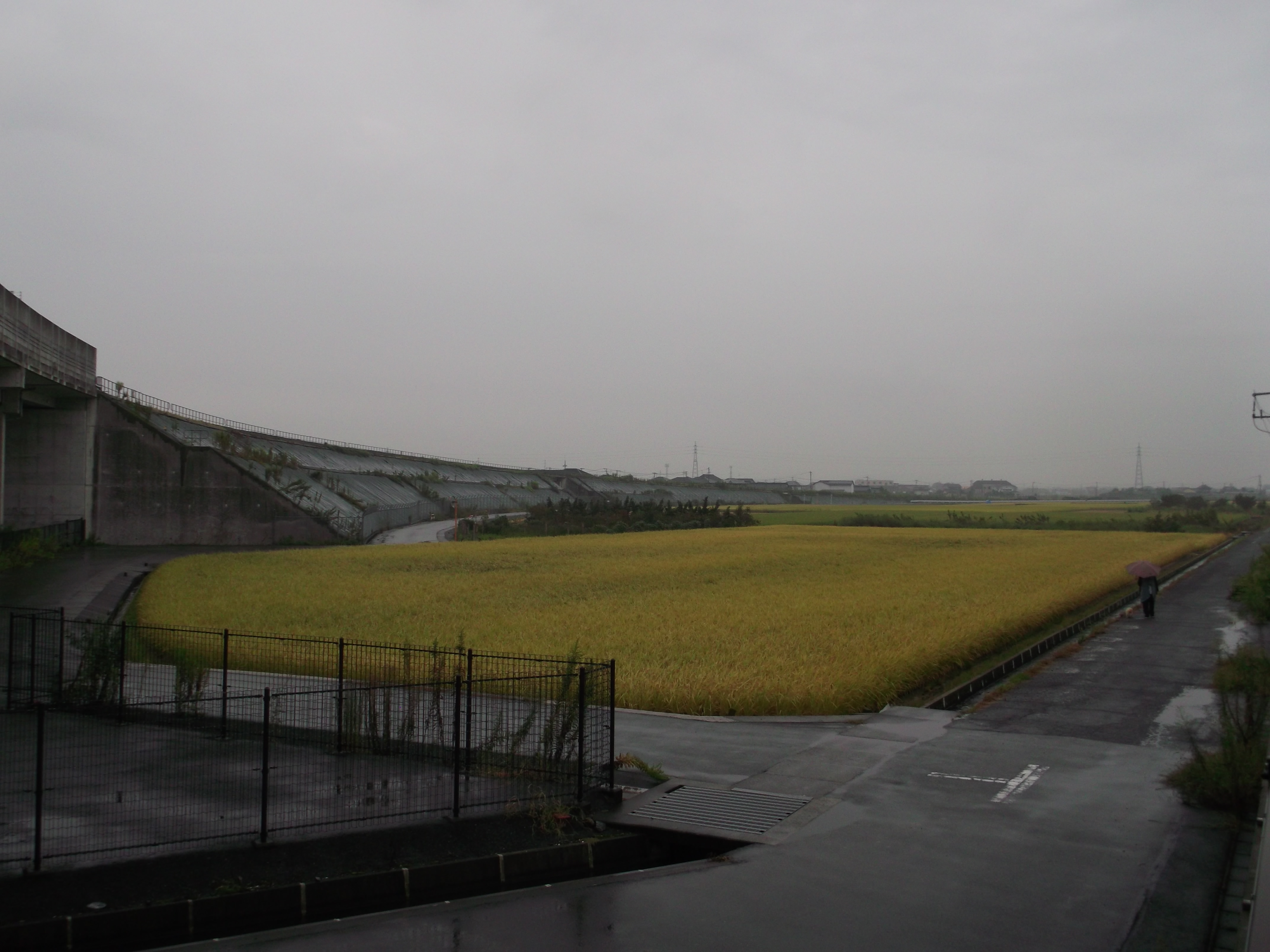
在来線ホームから見たアプローチ線（2012年）
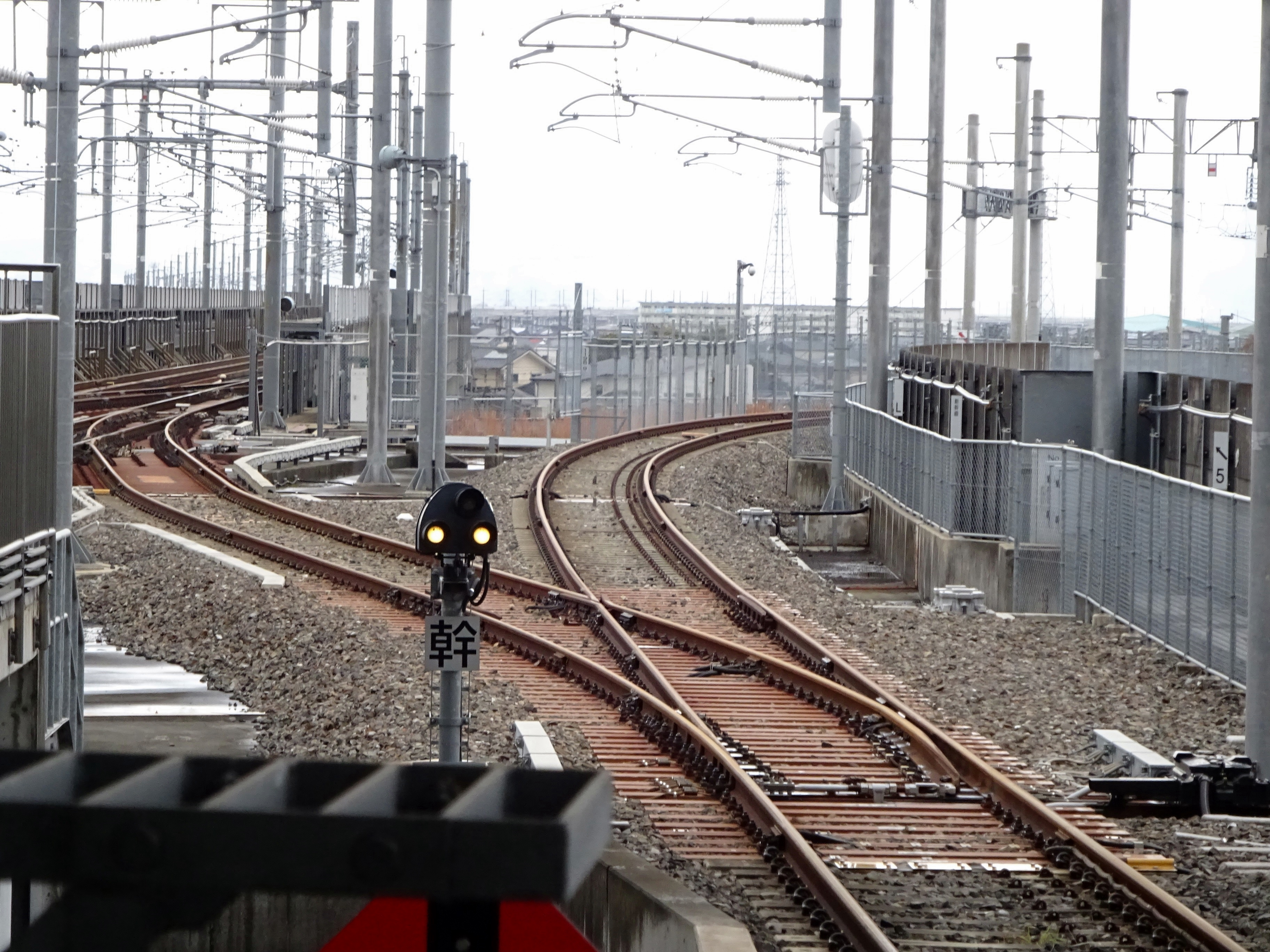
狭軌部分のレールが撤去されたアプローチ線（2020年 熊本方）
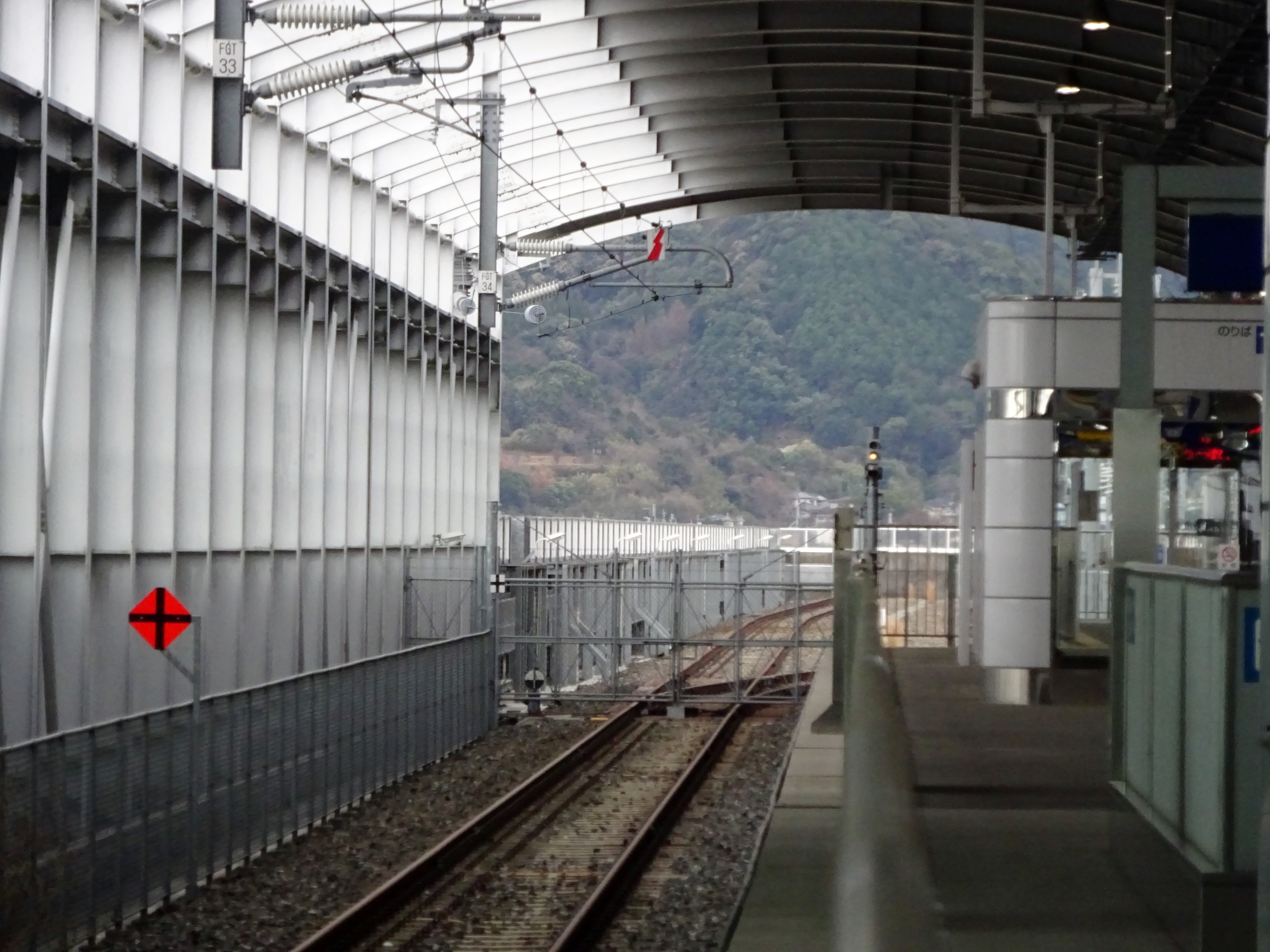
狭軌部分のレールが撤去された旧11番のりば（2020年 保守基地方）

リレーつばめが発着していた旧11番のりばを下り待避線とし、上り線にも待避線を新設して島式2面4線に改装する計画がある。
九州新幹線西九州ルートで導入予定のフリーゲージトレインの走行試験のため、新幹線線路と在来線の線路の間で軌間変更を行う軌間変換装置が設置された。
このアプローチ線・在来線対面接続ホームは前述の理由のため、専らリレーつばめ号に充当された787系が入線していたが、九州新幹線部分開業の際の試乗会の際、試乗会アクセス列車として近郊系電車の811系と813系が連結して入線した事、2010年2月15日に検査のためにJR西日本の京都総合運転所所属の443系が全線開業前の2010年8月22日に行われた熊本総合車両基地見学会輸送の際に、新幹線との乗り継ぎを考慮するために415系が入線したことがある。

## 駅弁
主な駅弁は下記の通り。
- 阿蘇赤うし
- 鮎屋三代 - 球磨川で獲れた天然の鮎を使った出汁で炊いた御飯に、鮎の甘露煮が乗っている。JR九州の「人気駅弁ランキング」で3年連続1位を獲得した。
- 肥後牛とろ玉しぐれ

### 在来線
| 年度   | 1日平均 乗車人員 | 1日平均 乗降人員 |
| ------ | ---------------- | ---------------- |
| 2003年 | 702              | 1,123            |
| 2004年 | 628              | 1,216            |
| 2005年 | 743              | 1,477            |
| 2006年 | 812              | 1,619            |
| 2007年 | 884              | 1,761            |
| 2008年 | 946              | 1,892            |
| 2009年 | 1,036            | 2,072            |
| 2010年 | 1,068            | 2,131            |
| 2011年 | 892              | 1,788            |
| 2012年 | 930              | 1,868            |
| 2013年 | 984              | 1,968            |
| 2014年 | 973              | 1,966            |
| 2015年 | 994              | -                |

### 新幹線
| 年度   | 1日平均 乗車人員 | 1日平均 乗降人員 |
| ------ | ---------------- | ---------------- |
| 2003年 | 859              | 1,731            |
| 2004年 | 351              | 697              |
| 2005年 | 255              | 498              |
| 2006年 | 244              | 480              |
| 2007年 | 253              | 504              |
| 2008年 | 243              | 492              |
| 2009年 | 228              | 455              |
| 2010年 | 270              | 535              |
| 2011年 | 909              | 1,786            |
| 2012年 | 906              | 1,787            |
| 2013年 | 965              | 1,907            |
| 2014年 | 973              | 1,935            |
| 2015年 | 1,012            | -                |

### 2016年以降の利用状況
1日平均乗車人員および乗降人員の推移は下記の通り（在来線＋新幹線）。
| 年度   | 1日平均 乗車人員 | 増加率 |
| ------ | ---------------- | ------ |
| 2016年 | 2,023            |        |
| 2017年 | 2,119            | 4.7%   |
| 2018年 | 2,143            | 1.1%   |
| 2019年 | 2,070            | -3.5%  |
| 2020年 | 1,305            | -37.0% |
| 2021年 | 1,441            | 9.4%   |
| 2022年 | 1,751            | 21.5%  |
| 2023年 | 2,049            | 17.0%  |

## 駅周辺
駅周辺はほとんどが田畑であるが、八代駅側は八代市の郊外住宅地であるため住宅がある。また、東へ約2kmの地点には九州自動車道八代インターチェンジがある。
東口
当駅の表玄関の役割を持ち、駐車場があり高速バスはここから発着する。また、駅前広場にはくまもとアートポリス参加プロジェクトのモニュメント「きらり」が設置されている。
- 東横イン新八代駅前 - 正面すぐの場所にある。
- 熊本県八代総合庁舎 - 約1Km。熊本県八代地域振興局、熊本県八代保健所などが入居する。
- 松中信彦スポーツミュージアム - 徒歩5分。
- 八代よかとこ物産館 - 松中信彦スポーツミュージアムに隣接。
- トライアル新八代駅前店 - 徒歩3分。

南口
新幹線と在来線に繋がる自由通路の連絡口で、駐輪場があるのみである。
西口
在来線に繋がる自由通路の連絡口で、一般路線バスはこちらから発着する。
- 八代白百合学園高等学校 - 約240m。2009年2月2日移転。
- 熊本労災病院 - 約800m
- セブン-イレブン八代井上町店 - 徒歩6分。

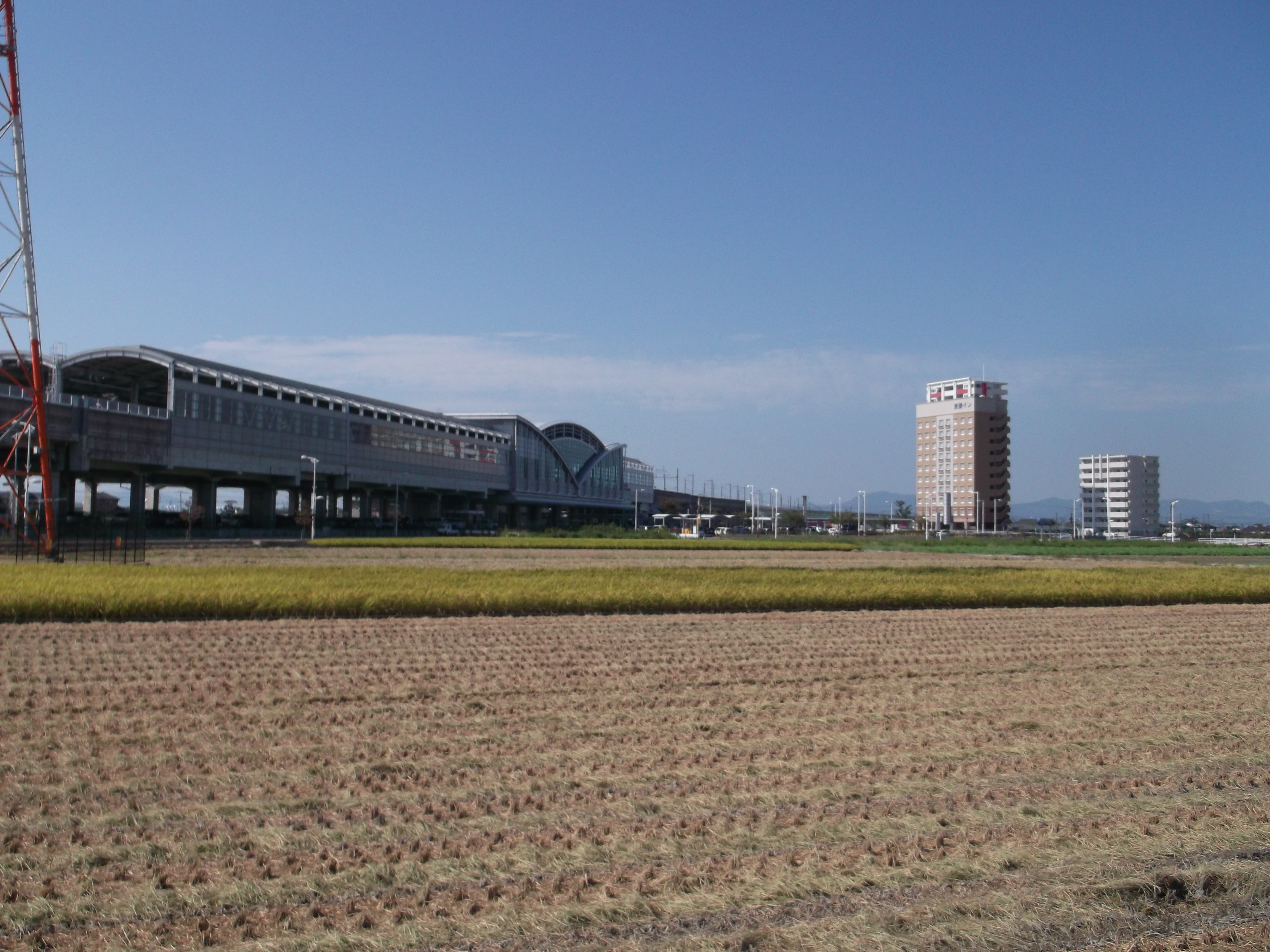
東口周辺（2012年9月）
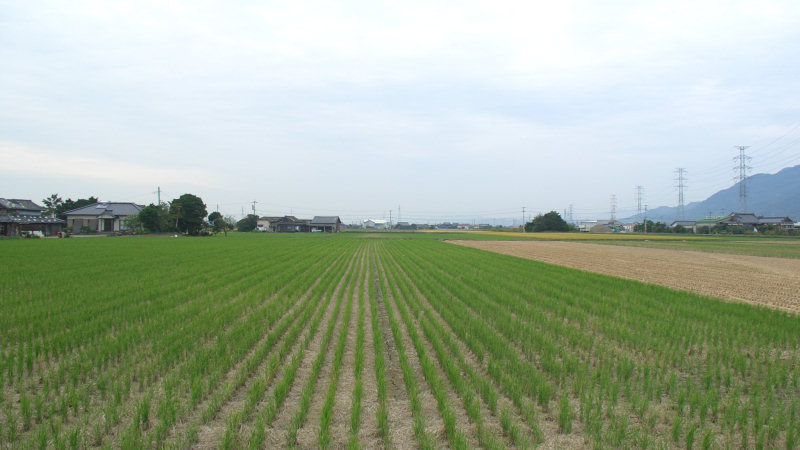
駅前風景（東口、2007年10月）
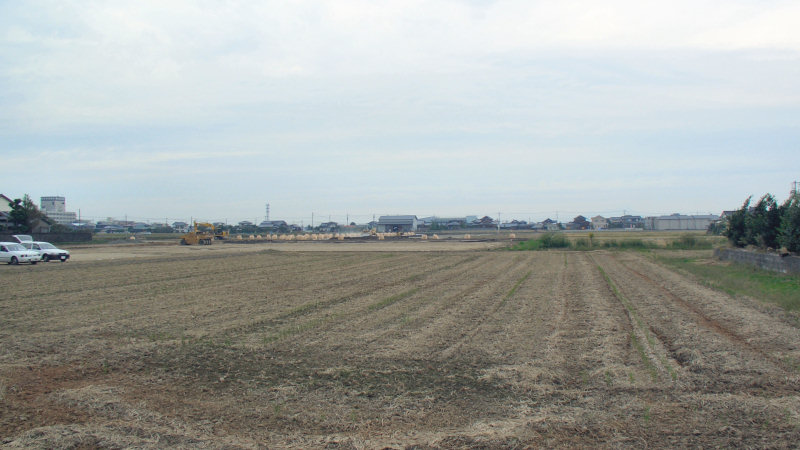
駅前風景（西口、2007年10月）
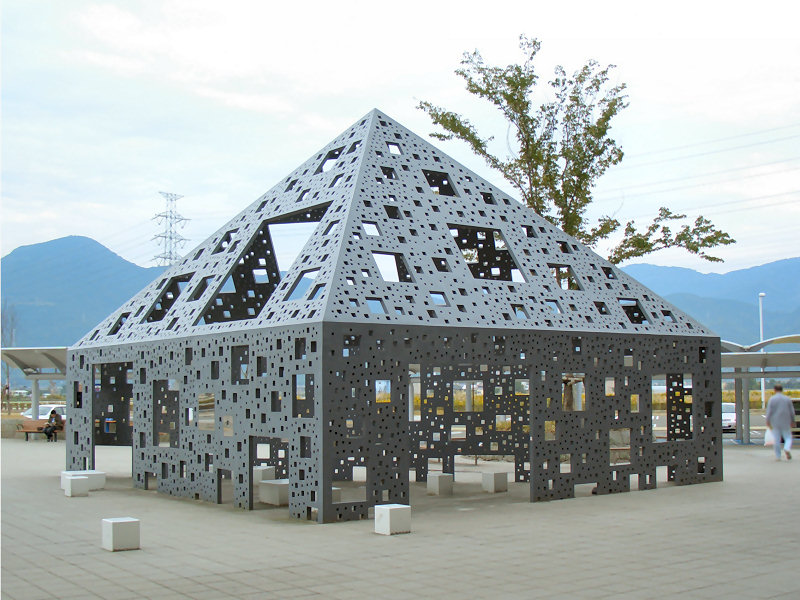
駅前にあるモニュメント「きらり」

## バス路線
- 駅東口に2か所（東口ロータリーと構内外の市道上）、いずれも高速系統のバスが利用可能。
  - 「B&Sみやざき」（宮交シティ・宮崎駅前（JR九州バス・産交バス・宮崎交通、3社共同運行）、「すーぱーばんぺいゆ」（神園交通）、「みとシティライナー」宮崎・新富町・西都市 / 高岡町（美登観光バス） - ※2023年5月より運休中
    - かつては高速バスの「きりしま号」（鹿児島・熊本行き）や「なんぷう号」（宮崎・熊本行き、ともに1日2便のみ）も停車していたが、2011年3月31日をもって当駅を経由しなくなった。
- 駅西口は八代市のコミュニティバス「みなバス」と産交バスの一般路線バスと左記の産交運行便をカバーする八代市乗合タクシーが下記の路線を運行。[16][17][18][19][20]。

| 停留所名                                       | 運行事業者                             | 路線名                         | 行先 | 備考 |
| 新八代駅東口                                   | 新八代駅東口                           | 新八代駅東口                   | 新八代駅東口 | 新八代駅東口 |
| ---------------------------------------------- | -------------------------------------- | ------------------------------ | --- | --- |
| 新八代駅                                       | JR九州バス 産交バス 宮崎交通           | B&Sみやざき                    | 宮崎駅 | |
| 新八代駅                                       | 神園交通                               | すーぱーばんぺいゆ             | 阿蘇くまもと空港・運転免許センター八代港・くまモンポート前（八代市街経由）                                                                           | 空港経由運転免許センター行きは2便、くまモンポート前行きは4便運行 八代市内（10か所）のみの乗降可能だが、下り最終便（22時台到着）の八代市内のみの乗車は不可 |
| 新八代駅東口から200m東側（コインランドリー前） |                                        |                                | | |
| 新八代駅前                                     | 美登観光バス                           | みとシティライナー             | 宮崎駅東口経由新富町・西都市 / 高岡町 | 宮崎方面の乗降のみ2025年3月現在運休中 |
| 新八代駅西口                                   |                                        |                                | | |
| 新八代駅西口                                   | 八代市街地循環バス（産交バス受託運行） | みなバス                       | ■R1：みなバス右廻り循環（太田郷小学校前・八代駅前・八代市役所前方面）■L1：みなバス左廻り循環（臨港線・イオン八代ショッピングセンター・松江通り方面） | |
| 新八代駅西口                                   | 産交バス八代市乗合タクシー             | 8.種山線 9.八農分校線23.種山線 | 八代市役所前（農政局前・出町） | 種山線、一部運行便が八代市乗合タクシーのジャンボタクシーにて定期運行                                                                                      |
| 新八代駅西口                                   | 産交バス八代市乗合タクシー             | 8.種山線23.種山線              | 種山（八代市鏡支所前・八代農高前・有佐駅前・宮原中央）                                                                                               | 種山線、一部運行便が八代市乗合タクシーのジャンボタクシーにて定期運行                                                                                      |
| 新八代駅西口                                   | 産交バス                               | 9.八農分校線                   | 八農分校前 （八代市鏡支所前・八代農高前・有佐駅前・宮原中央・種山・氷川ダム前）                                                                      | |

## 隣の駅
※新幹線などの有料列車については各列車記事を参照。また、臨時快速「おれんじ食堂」の隣の停車駅は列車記事を参照。
九州旅客鉄道（JR九州）
 九州新幹線
熊本駅 - 新八代駅 - 新水俣駅
■鹿児島本線

■区間快速・■普通
千丁駅 - 新八代駅 - 八代駅